# 格罗塔米纳尔达
格罗塔米纳尔达（義大利語：Grottaminarda），是意大利阿韦利诺省的一个市镇。总面积28.94平方公里，人口8312人，人口密度287.2人/平方公里（2009年）。ISTAT代码为064038。